# Jaroslav Kučera
Jaroslav Kučera (Praga, 6 d'agost de 1929 – 14 de gener de 1991) va ser un director de fotografia txec. Va treballar en moltes pel·lícules de la Nova Onada txeca.

## Vida
Va estudiar a la FAMU el 1948-1952. Va treballar sovint amb els directors Vojtěch Jasný, Karel Kachyňa i la seva dona Věra Chytilová. Va rebre el Gran Premi Tècnic al Festival Internacional de Cinema de Canes per Až prijde kocour.
Martin Frič el va anomenar "el càmera més extraordinari que aquest país [Txecoslovàquia] hagi tingut mai." El 1977 va rebre el Premi a la millor fotografia a l'XI Festival Internacional de Cinema Fantàstic i de Terror.
Es va casar amb la directora Věra Chytilová. La seva filla Tereza Kučerová (born 1964) és directora artística. El seu fill Štěpán Kučera (nascut el 1968) és director de fotografia.

## Filmografia seleccionada
- Zářijové noci (1957)
- Touha (1958)
- Deštivý den (1962)
- Až prijde kocour (1963)
- Démanty noci (1963)
- Křik (1964)
- Perličky na dně	(1965)
- Sedmikrásky (1967)
- Dita Saxová (1967)
- Všichni dobří rodáci (1968)
- Ovoce stromů rajských jíme (1969)
- Psi a lidé (1971)
- Slaměný klobouk (1971)
- Morgiana (1972)
- Noc na Karlštejně (1973)
- Jáchyme, hoď ho do stroje! (1974)
- Malá mořská víla (1976)
- Adéla ještě nevečeřela (1977)